# Championnat du Maroc de football 2025-2026
Navigation
Édition précédente Édition suivante
La saison 2025-2026 de la Botola Pro1 Inwi est la 110e édition du championnat du Maroc de football et la 6e sous l'appellation Botola Pro1 Inwi. Il s'agit de la 15e édition du championnat sous l'ère professionnelle.

## Participations
L'édition 2025-2026 est la 6e sous l’appellation Botola Pro, les trois promus de Botola Pro 2 sont le Kawkab Marrakech, le Yacoub El Mansour et l'Olympique Dcheira. Ces trois clubs remplacent les trois clubs relégués, le SCC Mohammédia, MA Tétouan et la JS Soualem.
| \| RS Berkane AS FAR FUS Rabat Wydad AC Raja CA CO Meknès IR Tanger RCA Zemamra OC Safi MAS Fès Difaâ El Jadida Union Touarga HUS Agadir KAC Marrakech Olympique Dcheira Yacoub El Mansour \| Localisation des clubs engagés dans le championnat. |
| RS Berkane AS FAR FUS Rabat Wydad AC Raja CA CO Meknès IR Tanger RCA Zemamra OC Safi MAS Fès Difaâ El Jadida Union Touarga HUS Agadir KAC Marrakech Olympique Dcheira Yacoub El Mansour                                                           |

## Compétitions

### Classement
| Rang | Équipe                       | Pts | J | G | N | P | Bp | Bc | Diff |
| ---- | ---------------------------- | --- | - | - | - | - | -- | -- | ---- |
| 1    | Association Sportive des FAR | 0   | 0 | 0 | 0 | 0 | 0  | 0  | 0    |
| 2    | CO Meknès                    | 0   | 0 | 0 | 0 | 0 | 0  | 0  | 0    |
| 3    | DH Jadida                    | 0   | 0 | 0 | 0 | 0 | 0  | 0  | 0    |
| 4    | Fath US                      | 0   | 0 | 0 | 0 | 0 | 0  | 0  | 0    |
| 5    | HUS Agadir                   | 0   | 0 | 0 | 0 | 0 | 0  | 0  | 0    |
| 6    | IR Tanger                    | 0   | 0 | 0 | 0 | 0 | 0  | 0  | 0    |
| 7    | KAC Marrakech P              | 0   | 0 | 0 | 0 | 0 | 0  | 0  | 0    |
| 8    | Maghreb AS                   | 0   | 0 | 0 | 0 | 0 | 0  | 0  | 0    |
| 9    | OC Safi                      | 0   | 0 | 0 | 0 | 0 | 0  | 0  | 0    |
| 10   | OC Dcheira P                 | 0   | 0 | 0 | 0 | 0 | 0  | 0  | 0    |
| 11   | Raja CA                      | 0   | 0 | 0 | 0 | 0 | 0  | 0  | 0    |
| 12   | RCA Zemamra                  | 0   | 0 | 0 | 0 | 0 | 0  | 0  | 0    |
| 13   | RS Berkane T                 | 0   | 0 | 0 | 0 | 0 | 0  | 0  | 0    |
| 14   | US Touarga                   | 0   | 0 | 0 | 0 | 0 | 0  | 0  | 0    |
| 15   | Wydad AC                     | 0   | 0 | 0 | 0 | 0 | 0  | 0  | 0    |
| 16   | USY Mansour P                | 0   | 0 | 0 | 0 | 0 | 0  | 0  | 0    |

Qualifications africaines
- Ligue des champions 2026-2027
- Coupe de la confédération 2026-2027

Relégation
- Relégation en Botola 2 2026-2027

Abréviations
- T : Tenant du titre
- P : Promu de Botola 2 2024-2025
- C : Vainqueur de la Coupe du Trône 2025-2026

## Parcours en coupe d'Afrique
| Club       | Compétition               | Résultat | Ultime(s) adversaire(s) |  |
| ---------- | ------------------------- | -------- | ----------------------- |  |
| RS Berkane | Ligue des champions       |          |                         |  |
| AS FAR     | Ligue des champions       |          |                         |  |
| Wydad AC   | Coupe de la confédération |          |                         |  |